# گروه واکاک
گروه واکاک (به لاتین: Vakak Group) یک رشته‌کوه در افغانستان است که در افغانستان واقع شده‌است. گروه واکاک ۳٬۱۹۰ متر بالاتر از سطح دریا واقع شده‌است.